# Semín
Semín là một làng thuộc huyện Pardubice, vùng Pardubický, Cộng hòa Séc.